# سلام بمبئی (فیلم ۲۰۱۶)
سلام بمبئی فیلمی به کارگردانی و نویسندگی قربان محمدپور و تهیه‌کنندگی جواد نوروزبیگی محصول سال ۱۳۹۴ است. این فیلم در ژانر عاشقانه، به زبان‌های فارسی، انگلیسی و هندی، محصول مشترک ایران و هند است.
سلام بمبئی دومین همکاری مشترک سینمای هند و ایران پس از همای سعادت (۱۳۵۰) است. پس از فروش قابل قبول فیلم، سازندگان ایرانی آن تصمیم گرفتند فیلم دیگری را با بازیگران جدید بسازند. دختر شیطان به تهیه‌کنندگی قربان محمدپور در سال ۱۳۹۸ اکران شد.

## خلاصه داستان
سلام بمبئی داستان آشنایی یک دختر هندی و یک پسر ایرانی را روایت می‌کند که هر دو دانشجوی پزشکی هستند. علی (محمدرضا گلزار) در رشته پزشکی دانشگاه بمبئی تحصیل می‌کند. کاریشما (دیا میرزا) همکلاسی علی در دانشگاه است و با گذر زمان علی به کاریشما علاقه‌مند می‌شود، اما پدر و برادر کاریشما او را مجبور به نامزدی با شخص ثروتمندی به نام سوراج (گلشن گروور) کرده‌اند؛ در صورتی که کاریشما هیچ علاقه ای به سوراج ندارد. در شب عروسی کاریشما دست به خودکشی می‌زند که پزشکان جانش را نجات می‌دهند. علی که از غیبت طولانی کاریشما در دانشگاه نگران شده دلیلش را از ریتا، دوست کاریشما جویا می‌شود. علی به عیادت کاریشما در بیمارستان می‌رود و به او امید و انگیزه می‌دهد، همچنین یک نسخه از دیوان حافظ را به کاریشما هدیه می‌دهد و اینگونه روابط این دو به هم نزدیکتر می‌شود.